# Kano og kajak under sommer-OL 2008
Kano og kajak under sommer-OL 2008 står på det olympiske program for 16. gang under OL-2008 i Beijing. Det kommer til at være 16 konkurrencer: fem kajak-klasser og fire i kano for herrer og tre i kajak for kvinder på fladvand. I slalom er der tre klasser for mænd og én for kvinder. 